# Kratos BQM-167 Skeeter
Kratos BQM-167 Skeeter dříve také Composite Engineering BQM-167 Skeeter je dálkově řízený bezpilotní letecký terč (dron), který byl vyvinut společností Composite Engineering, která byla později pohlcena společností Kratos Defense & Security Solutions. U letectva Spojených států amerických doplnil a nahradil letecké terče Beechcraft MQM-107 Streaker. BQM-167 je určen k vývoji, testování, ověřování systémů řízených střel a zbraní na zkušební výcvikové střelnici.

## Vývoj
Roku 2001 byly postaveny první dva prototypy terčů. V témže roce americké letectvo zahájilo program Air Force Subscale Aerial Target (AFSAT) jehož cílem bylo najít doplnění a náhradu za letecké terče BQM-34A Firebee a MQM-107D/E Streaker. V roce 2002 došlo ke zvolení leteckého terče BQM-167A jako dalšího leteckého terče amerického letectva. První přejímací zkoušky byly dokončeny v srpnu roku 2006. První cvičná mise s ostrou palbou se uskutečnila 7. února 2007. Operačně způsobilé jsou od roku 2008 ve službách USAF.
V roce 2019 získala společnost Kratos kontrakt na výrobu 35 cílů v hodnotě 31,8 milionu dolarů.

## Konstrukce
Létající terč BQM-167 je vyroben z uhlíkových vláken a materiálů na bázi epoxidu. Je poháněn proudový motorem, který je umístěn pod trupem letounu.
Dron je vypouštěn ze země pomocí raketového systému z kolejnicové konstrukce. Případně může být také vypuštěn ze vzduchu.
Drony BQM-167 mohou být vybaveny různými radarovými odražeči, systémy simulujícími identifikaci vlastní/cizí (IFF), infračervená a radarová protiopatření. 
Jsou vybaveny padákem a jsou znovupoužitelné.

## UTAP-22 Mako
Z typu BQM-167 vychází vysoce výkonný bezpilotní taktický letoun Unmanned Tactical Aerial Platform-22 Mako (UTAP-22 Mako), který je vyvíjen divizemi firem Kratos v partnerství s americkým letectvem. Letoun Mako by měl operovat v rojích a ve spolupráci s pilotovanými letouny a nést další užitečné zatížení. Byl představen roku 2015. V říjnu 2016 získala společnost Kratos zakázku ve výši 12,6 milionu USD na integraci senzorů do letounu s cílem zlepšit jeho schopnosti a na demonstraci jeho použitelnosti v automatickém i poloautomatickém režimu, které mají prověřit jeho autonomní funkci při podpoře pilotovaných stíhacích letadel v bojových misích. Oficiální název Mako získal v květnu 2017. Na UTAP-22 byl také testováno autonomní jádro systému Skyborg. Letouny Mako demonstrovaly schopnost vést operace s letouny AV-8B Harrrier II.  Letoun UTAP-22 Mako byl také vyfocen na závěsníku pod křídlem letounu F-15C. Během testování byl také schopen předat data letounu KC-135R, který byl vybaven novou komunikační sadou.

## Varianty
- BQM-167A
- BQM-167Xi – exportní verze

## Uživatelé
- Singapurské letectvo – Singapurská vláda udělila v roce 2011 zakázku společnosti Composite Engineering na cílové drony BQM-167Xi.[10]
- Letectvo Spojených států amerických
  - 82. letka vzdušných cílů[1][2]

## Specifikace (BQM-167A)

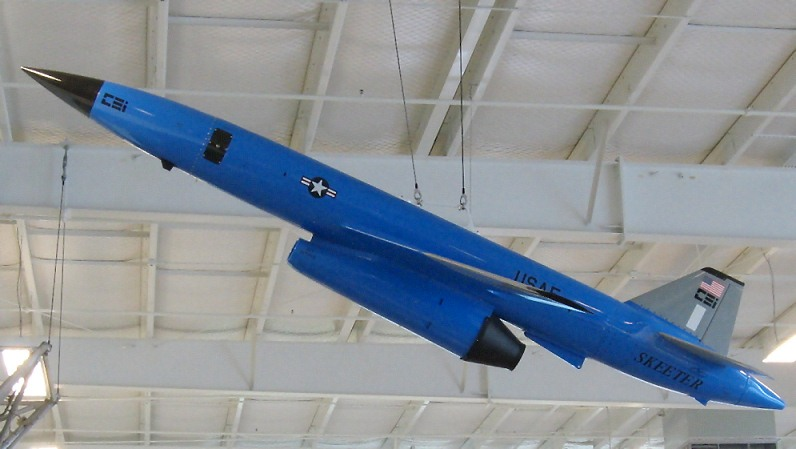
BQM-167 Skeeter, Sacramento Aerospace Museum

Technické údaje dle USAF

### Technické údaje
- Rozpětí: 3,4 m
- Délka: 6,1 m
- Výška: 1,2 m
- Prázdná hmotnost: 313 kg
- Max. vzletová hmotnost : 998 kg
- Pohonná jednotka: 1x proudový motor MicroTurbo Tri 60-5+

### Výkony
- Maximální rychlost: Mach 0,92
- Dostup: 15 240 m